# Carnivore (программное обеспечение)
Carnivore (с англ. — «плотоядный») или DSC1000 — автоматическая система шпионажа для получения информации, поступающей и уходящей с Web-сайтов, анализа баз данных на Web-сайтах, а также для вскрытия и анализа электронной почты. На текущий момент элемент суперкомпьютерного кластера тотального слежения NarusInsight. Предназначена для обнаружения, расследования и сбора доказательств для судов по широкому спектру преступлений — от наркоторговли, до неуплаты налогов и коррупционных сделок. 
Согласно закону «Патриотический акт» система установлена во всех компьютерных центрах США, её оператором является ФБР, получателями данных — все федеральные ведомства США. Система позволяет вести интеллектуальный анализ данных практически на всех языках мира, в том числе и на русском. Агенты ФБР могут передать данные правоохранительным органам других стран через Интерпол, если система обнаружит информацию, похожую на описание действий характерных для преступлений. 
Аналогом Carnivore в России является СОРМ-2, установленный у всех Интернет-провайдеров в РФ.
Carnivore представляет собой гибко настраиваемую систему анализа Интернет-пакетов класса сниффер. Такая архитектура позволяет анализировать любые данные на Web-сайтах, но автоматически изучается в первую очередь содержание передаваемых текстов в сообщениях и документах. Первоначальная версия системы была разработана в октябре 1997 на базе Windows, и умела делать только простейшую фильтрацию информации по запросам судов и агентов спецслужб. В 2005 году система была подключена к суперкомпьютерному кластеру мониторинга Boeing NarusInsight, который собирает информацию не только из почты и сайтов, но и всех других источников, доступных ФБР, ЦРУ и другим федеральным агентствам США. Это позволяет проводить с помощью системы искусственного интеллекта глубокий анализ поступившей информации, оповещать сотрудников спецслужб США об обнаружении подозрительных действий. Путём сопоставления разных источников NarusInsight может обнаружить информацию о преступлениях или нежелательных действиях против интересов США, даже если Carnivore смогла получить лишь неполную и обрывочную информацию.

## Противодействие ЕС и РФ получению информации со стороны США
Системы Carnivore и NarusInsight в совокупности с законодательной базой своего использования в виде закона «Патриотический акт» рассматриваются Евросоюзом как угроза национальной безопасности со стороны США, поэтому в ЕС законодательно запрещено использование Web-сайтов, использующих центры обработки данных только в США.
В России также законодательно запрещена из-за прослушки «трансграничная передача данных» на Web-сайты с центрам обработки данных как в США, так и в других странах, где агенты ФБР смогли установить Carnivore и NarusInsight.
Россия и Евросоюз заключили Конвенцию ETS № 108, которая объявляет следующие страны свободными от прослушивания: Австрия, Бельгия, Болгария, Дания, Великобритания, Венгрия, Германия, Греция, Ирландия, Испания, Италия, Латвия, Литва, Люксембург, Мальта, Нидерланды, Польша, Португалия, Румыния, Словакия, Словения, Финляндия, Франция, Чехия, Швеция, Эстония. Web-сайты, базирующиеся в других странах (включая США), в РФ и ЕС признаются запрещенными[прояснить] к размещению информации. Исходя из положений статьи 12 Федерального Закона от 27 июля 2006 г. № 152-ФЗ «О персональных данных» Архивная копия от 9 февраля 2022 на Wayback Machine, не только хранение, но и любое размещение персональных данных граждан РФ в странах, которые не являются членами вышеуказанной Конвенции, «по умолчанию» не допускается. Законом Архивная копия от 9 февраля 2022 на Wayback Machine предусмотрен ряд исключений, которые в нормальной жизни не затрагивают пользователей.
В ответ на законодательные ограничения ЕС и РФ корпорация Microsoft была вынуждена перенести часть своих центров обработки данных из США в Ирландию и Нидерланды, чтобы отключить их от Carnivore и NarusInsight

## Архитектура со взломом SSL и подобных шифров с ключами к ним в ЦОД
Carnivore разработан так, чтобы работать на базе самого обычного компьютера Microsoft Windows. Система анализирует пакеты, передаваемые по компьютерной сети, и сохраняет прослушанные данные на переносные жёсткие диски. Информация никогда не удаляется даже после передачи на анализ суперкомпьютеру NarusInsight, и жёсткие диски постоянно заменяются на новые. Старые передаются в архив ФБР и могут быть извлечены в тех случаях, когда нужно восстановить данные, которые пользователь стёр на Web-сайте.
Программно-аппаратный комплекс, работающий с системой Carnivore, физически устанавливается во всех центрах обработки данных (ЦОД) на территории США. Carnivore прослушивает не только данные, поступающие в ЦОД извне, но и данные в локальной сети ЦОД между его внутренними серверами. Поэтому если данные были переданы в зашифрованном виде и расшифрованы на сервере в ЦОД, Carnivore их перехватит в расшифрованном виде в момент передачи от сервера приложений к серверу базы данных внутри ЦОД и т. п. Таким образом, против Carnivore обычно бесполезны средства защиты трафика криптографией, такой как SSL, а также любые другие средства шифрации, которые подразумевают, что пароли (ключи) к шифрам хранятся в самом ЦОД. Если же ЦОД всегда манипулирует зашифрованными данными и никогда их не расшифровывает, то Carnivore не сможет их прослушать. Иными словами, любой Web-сайт, базирующийся в США, со 100%-й вероятностью прослушивается Carnivore, так как браузер не может выступать в качестве криптографического клиента кроме как к SSL. В то же время «толстые клиенты», такие как Microsoft Outlook, могут поддерживать защиту от прослушки Carnivore, если в них установлены компоненты для шифрации документов до отправки и никогда не передаются на сайты Интернет пароли к шифрам.
Сама по себе технология Carnivore не является интеллектуальной и предназначена просто для сбора данных с записью всего, что удалось подслушать, и с простейшей фильтрацией данных. Основным интеллектуальным компонентом системы Carnivore является подсистема фильтрации, которая решает, какие данные не следуют хранить в архиве для сокращения его размеров. Разработана специальная компьютерная модель, которая оценивает, стоит ли данные сохранять или нет, при этом текстовые данные и данные документов сохраняются всегда.

## Принудительная установка системы прослушивания в США
Согласно закону «Патриотический акт», комплекс Carnivore должен быть установлен во все центры обработки данных на территории США усилиями самого владельца ЦОД. При несогласии владельца ЦОД система устанавливается принудительно по решению суда.
«Патриотический акт» сильно расширил спектр применения Carnivore для прослушки. До принятия закона ФБР и ЦРУ могли приступить к прослушке только по решению суда и только в отношении конкретного лица. Закон «Патриотический акт» позволяет ФБР и ЦРУ прослушивать данные неограниченного круга лиц при расследовании в отношении конкретных преступников, что на практике привело к внедрению тотальной системы прослушивания компьютерных систем США.

## Критика системы ввиду нарушения приватности данных пользователей Интернет
Система Carnivore критикуется правозащитными организациями, которые указывают, что это нарушает Конституцию США в части права на неприкосновенность личной жизни. Тем не менее, закон продолжает действовать и Carnivore обеспечивает тотальный сбор информации со всех ЦОД в США.
В июле 2000 года правозащитная организация Electronic Frontier Foundation инициировала расследование через конституционный комитет Палаты представителей США, указав на опасность вторжения агентов ФБР в личную жизнь граждан и секретные данные компаний. Организация в области безопасности Electronic Privacy Information Center выпустила несколько прессрелизов, указывая, что пока работает Carnivore, хранение приватных данных на сайтах США является небезопасным для их владельцев.
Тем не менее, ФБР удалось отстоять свою точку зрения по обязательности установки Carnivore. Заместитель директора ФБР Donald Kerr сказал по этому поводу:
Carnivore работает, как и многие другие «снифферы» для прослушки сети, такие устройства стояли в ЦОД и ранее в целях диагностики качества сетей, при этом как использовали хозяева ЦОД данные прослушки «в целях качества» и кому передавали данные, совершенно неизвестно. В отличие от этих систем, прослушки Carnivore полностью законная система, и её использование регулируется законом. Например, если Суд или Интерпол потребует данные для доказательства преступлений, то Carnivore может выгрузить данные только касательно лиц, в отношении которых ведется расследование, в то же время данные остальных пользователей, например о покупках через Интернет, передаваться не будут.
… система представляет собой очень специфический «сниффер», которую мы можем запустить на любом компьютере с Windows. Сам «сниффер» будет сохранять информацию, только которая потенциально может быть использована Судом для преследования преступников. Этот фильтр очень комплексный и сделан так, чтобы система могла предоставить данные по типичному запросу спецслужб, судов и налоговых органов в необходимом виде как надлежащие доказательство вины…

…Важно понимать, что подразумевается тут под «сниффером». Проблема состоит в том, как отделить сообщения и документы добропорядочных граждан от лиц, потенциально нарушающих закон. Однако, именно это Carnivore и делает. Система не позволяет организовать поиск по словам относящихся к личной жизни пользователей, система ищет сообщения относящиеся к правонарушениям по таким словам как «бомба» или «наркотики». Отбор информации производится исключительно так, чтобы удовлетворить запрос суда, но не раскрывать больше информации суду, чем ему нужно. Например, суду предоставляются данные только по конкретным лицам.
Текущее название системы «Carnivore» (от англ.«Плотоядный», «хищник, питающийся мясом»), несмотря на эффектное название, дано ФБР в качестве замены предыдущего названия DCS1000. Дело в том, что DCS расшифровывалось как «Digital Collection System» и, как следовало из названия, система предназначена для тотального сбора всей информации без фильтрации, поэтому ФБР сделал «ребрендинг».
Агентство Associated Press отметило в январе 2005 года, что ФБР по существу отказалось от интеллектуальной части сложных фильтров Carnivore в 2001 году, оставив ей только функцию сбора архива данных. Реальный анализ и интеллектуальную фильтрацию выполняет суперкомпьютер NarusInsight, который является ядром системы тотального наблюдения по всем источникам информации.